# Kourouba
Kourouba is een gemeente (commune) in de regio Koulikoro in Mali. De gemeente telt 5800 inwoners (2009).
De gemeente bestaat uit de volgende plaatsen:
- Dialakegny
- Gouaba
- Guéléba
- Kourouba
- Térékourou